# Satanésio
Satanésio é um personagem de histórias em quadrinhos criado pelo desenhista, animador e diretor de animação brasileiro, Ruy Perotti em 1974. O personagem teve quatro revistas editadas e lançadas pela Editora Abril, sendo que a última divide os créditos com o personagem Anjoca. As histórias continham bastante humor e cenas de pancadaria que lembravam as histórias de Asterix ou Mortadelo e Salaminho. O diabo Satanésio, o anjo Anjoca e outros personagens dessas histórias foram criados baseados nas tradições cristã e católica além do próprio folclore brasileiro. Apesar de terem sido lançadas em plena ditadura militar brasileira, as histórias continham crítica social. 

## História
O diabo Satanésio está bastante chateado, pois o mundo está tão parecido com o inferno que ele não encontra mais "fregueses". Decidido a mudar a situação, vai até o "andar de cima" em busca de almas para levar para o "andar de baixo". Porém, não é bem sucedido, visto que os humanos conseguem ser mais diabólicos do que o próprio diabo. O cúmulo da humilhação é quando o anjo Anjoca acaba por se tornar seu anjo da guarda. 

## Personagens

### Principais
- Satanésio: diabo que, devido à falta de almas no inferno, decide vir à Terra em busca de novos "fregueses". Para seu intento, sempre carrega uma valise cheia de monstros e maléficos que acabam por ser de pouca utilidade. Chega ao cúmulo da humilhação ao ter seu próprio anjo da guarda. É mais um comediante do que um demônio propriamente dito.
- Anjoca: anjo da guarda que, apesar da oposição de Satanésio, insiste em proteger o diabo dos mortais. Criado a princípio como personagem coadjuvante, acaba por ganhar importância a ponto de dividir os créditos com Satanésio na última edição da revista.

### Secundários
- Bernardão: um garotinho tão capeta que assusta o próprio.
- João Porrete e Zé Tacape: uma dupla de valentões que se diverte dando surras nas pessoas. Satanésio e Anjoca acabam por se tornar duas de suas vítimas.
- Lucrécia: feminista ultrarradical por quem Satanésio se apaixona após ser atingido pela flecha de amor do anjinho Amoreco. Interessante personagem de crítica social.
- Bruxo Negus: um bruxo especializado em magia negra que possui veneração por Satanésio a quem tem como"mestre".
- Doutor Pecúnio: outro personagem de crítica social. O Doutor Pecúnio é o típico empresário que só pensa em dinheiro e que acha que pode lucrar com os monstros e maléficos da valise de Satanésio.
- Amoreco: um querubim, anjinho do amor amigo de Anjoca e que é especialista em atirar flechas para fazerem as pessoas se apaixonarem umas pelas outras. É a "versão brasileira" do deus do amor Cupido.

### Outros personagens
- Arcanjo Gabriel: personagem fiel à tradição cristá e católica, é o braço-direito de Deus e chefe dos anjos.
- Belzebu: outro personagem fiel à tradição religiosa, é o rei do inferno.
- Lustrosa: namorada perua do Doutor Pecúnio. Mais uma personagem de crítica social que representa as pessoas interesseiras.
- Bofélia: filha de Belzebu e noiva de Satanésio. É violenta e extremamente ciumenta.
- Zé do Porão: diretor de cinema especializado em filmes de terror e que convida Satanésio a ser o "astro" de um de seus filmes. Personagem que homenageia o cineasta Zé do Caixão.
- "Seu" Anjão: porteiro do céu e também amigo de Anjoca